# Azeitão
Azeitão, oficialmente União das Freguesias de Azeitão (São Lourenço e São Simão), é uma freguesia portuguesa do Município de Setúbal, com 69,32 km² de área e 20 946 habitantes (censo de 2021), tendo, por isso, uma densidade populacional de 302,2 hab./km².
Esta freguesia foi constituída em 2013, no âmbito de uma reforma administrativa nacional, pela agregação das antigas freguesias de São Lourenço e São Simão.

## História
Azeitão foi sede de um concelho extinto a 24 de outubro de 1855 e integrado no concelho de Setúbal. É formada pelas antigas freguesias de São Lourenço e São Simão que englobavam as povoações de Vila Nogueira de Azeitão, Brejos de Azeitão, Vendas de Azeitão e Vila Fresca de Azeitão. 
Partilham o nome "de Azeitão", graças aos extensos olivais que, na época árabe, dominaram aquelas paragens.[carece de fontes?]
As terras de Azeitão corporizadas por estas duas antigas freguesias, agora unificadas, foram desde a fundação do Reino de Portugal parte integrante do concelho de Sesimbra.[carece de fontes?]

## Demografia
A população registada nos censos foi:
| Distribuição da População por Grupos Etários | Distribuição da População por Grupos Etários | Distribuição da População por Grupos Etários | Distribuição da População por Grupos Etários | Distribuição da População por Grupos Etários | Distribuição da População por Grupos Etários |
| -------------------------------------------- | -------------------------------------------- | -------------------------------------------- | -------------------------------------------- | -------------------------------------------- | -------------------------------------------- |
| Antes da agregação                           |                                              |                                              |                                              |                                              |                                              |
| Ano                                          | 0-14 anos                                    | 15-24 anos                                   | 25-64 anos                                   | >= 65 anos                                   | Total                                        |
| 2001                                         | 2136                                         | 1579                                         | 7532                                         | 1838                                         | 13085                                        |
| 2011                                         | 3513                                         | 1796                                         | 10471                                        | 3097                                         | 18877                                        |
| Após a agregação                             |                                              |                                              |                                              |                                              |                                              |
| Ano                                          | 0-14 anos                                    | 15-24 anos                                   | 25-64 anos                                   | >= 65 anos                                   | Total                                        |
| 2021                                         | 3108                                         | 2455                                         | 10831                                        | 4552                                         | 20946                                        |

## Factos
Azeitão é a terra natal do poeta e pedagogo Sebastião da Gama, conhecido pelos seus poemas sobre a Serra da Arrábida, que faleceu prematuramente aos 27 anos, vítima de tuberculose. A vila presta diversas homenagens ao poeta, com destaque para a casa onde nasceu e para o Museu-Biblioteca Sebastião da Gama.
Em 2014, o queijo de Azeitão foi considerado um dos 50 melhores produtos gastronómicos do mundo, sendo distinguido pelos prémios Great Taste Awards, organizados pela Guild of Fine Food (Irlanda). Em junho de 2015, foi anunciada a criação de um museu que presta homenagem aos pastores e ao queijo de Azeitão. Chama-se Museu do Ovelheiro e fica em Palmela..

### Lista de localidades da região de Azeitão
A freguesia inclui as seguintes localidades[carece de fontes?]:
- Vila Nogueira de Azeitão
- Vila Fresca de Azeitão
- Brejos de Azeitão
- Vendas de Azeitão
- Aldeia de Irmãos
- Oleiros
- Castanhos
- Aldeia Rica
- Picheleiros
- Casais da Serra
- Portinho da Arrábida
- Aldeia de Pinheiros
- Aldeia da Piedade
- Aldeia de S.Pedro
- Aldeia da Portela
- Pinhal de Negreiros
- Alto das Necessidades
- Vale Florete
- Brejos de Camarate.

## Património
- Igreja de São Lourenço: Do primitivo templo gótico nada restou como prova, e o que hoje vemos é uma igreja com azulejos do século XVIII, talha e algumas pinturas.[10]
- Chafariz dos Pasmados: Ganhou o nome devido à admiração que a contemplação causava. Conta-se que quem beber destas águas fica preso para sempre à localidade.[10]
- Caves José Maria da Fonseca e respectivo Museu do Vinho: Instalados num edifício do século XIX, exibem a maquinaria antiga a demonstrar como as coisas evoluíram num período de 150 anos.[10]
- Fábrica de Azulejos de Azeitão: Mantém a tradição de produzir azulejos completamente manuais, usando a técnica de faiança.[11]
- Palácio dos Duques de Aveiro: Construído no século XVII, é um símbolo do passado aristocrático da terra. Contudo, não é visítável. À sua frente, encontra-se o pelourinho.[10]
- Quinta das Torres: Casa nobre quinhentista que é hoje uma estalagem com restaurante e casa de chá. Tem um lago e uma pequena casa de fresco ao centro.[12]
- Quinta da Bacalhoa: Famosa não só pelo seu vinho, mas também por albergar um importante património azulejar dos séculos XV e XVI.[12]

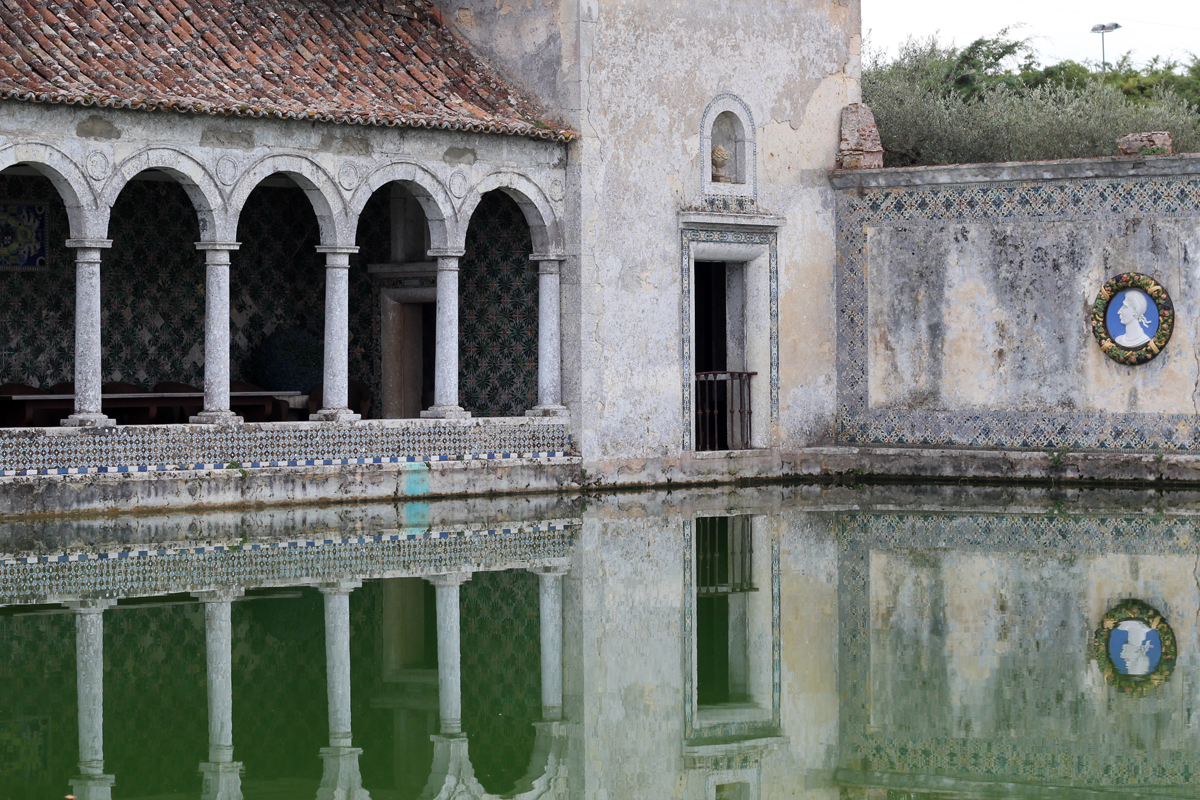
Quinta da Bacalhoa
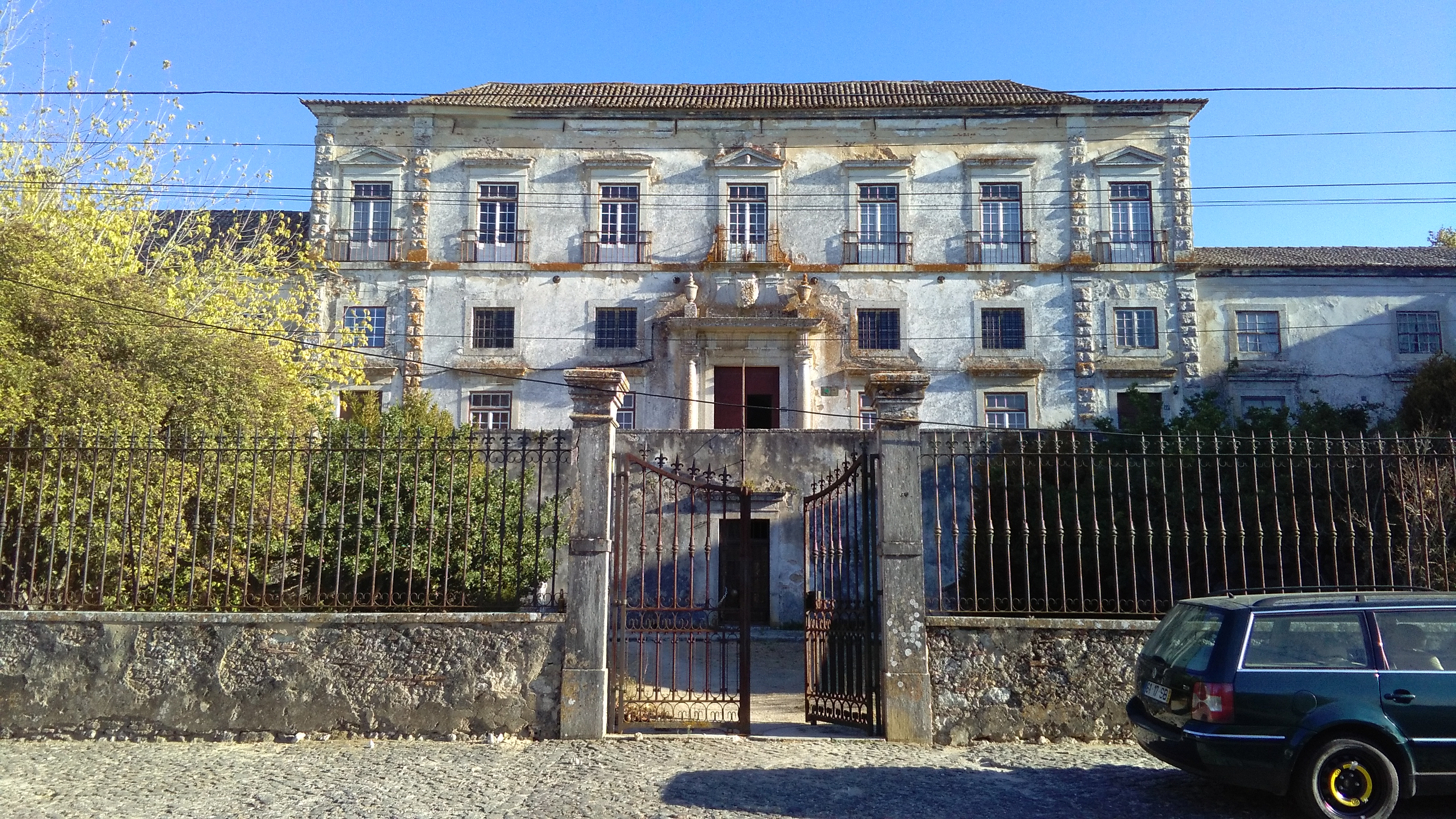
Vila Nogueira (Palácio dos Duques de Aveiro)
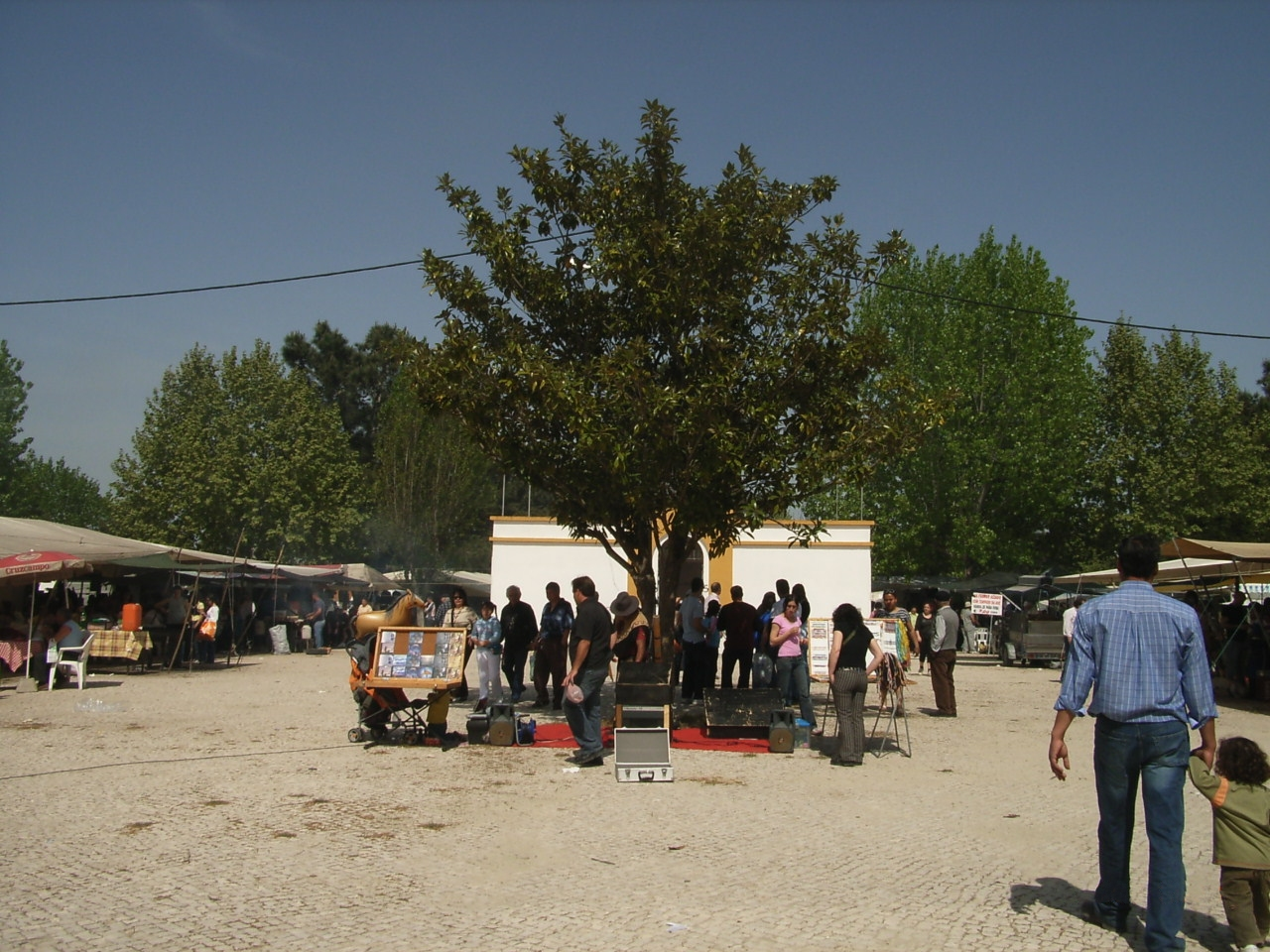
Feira mensal
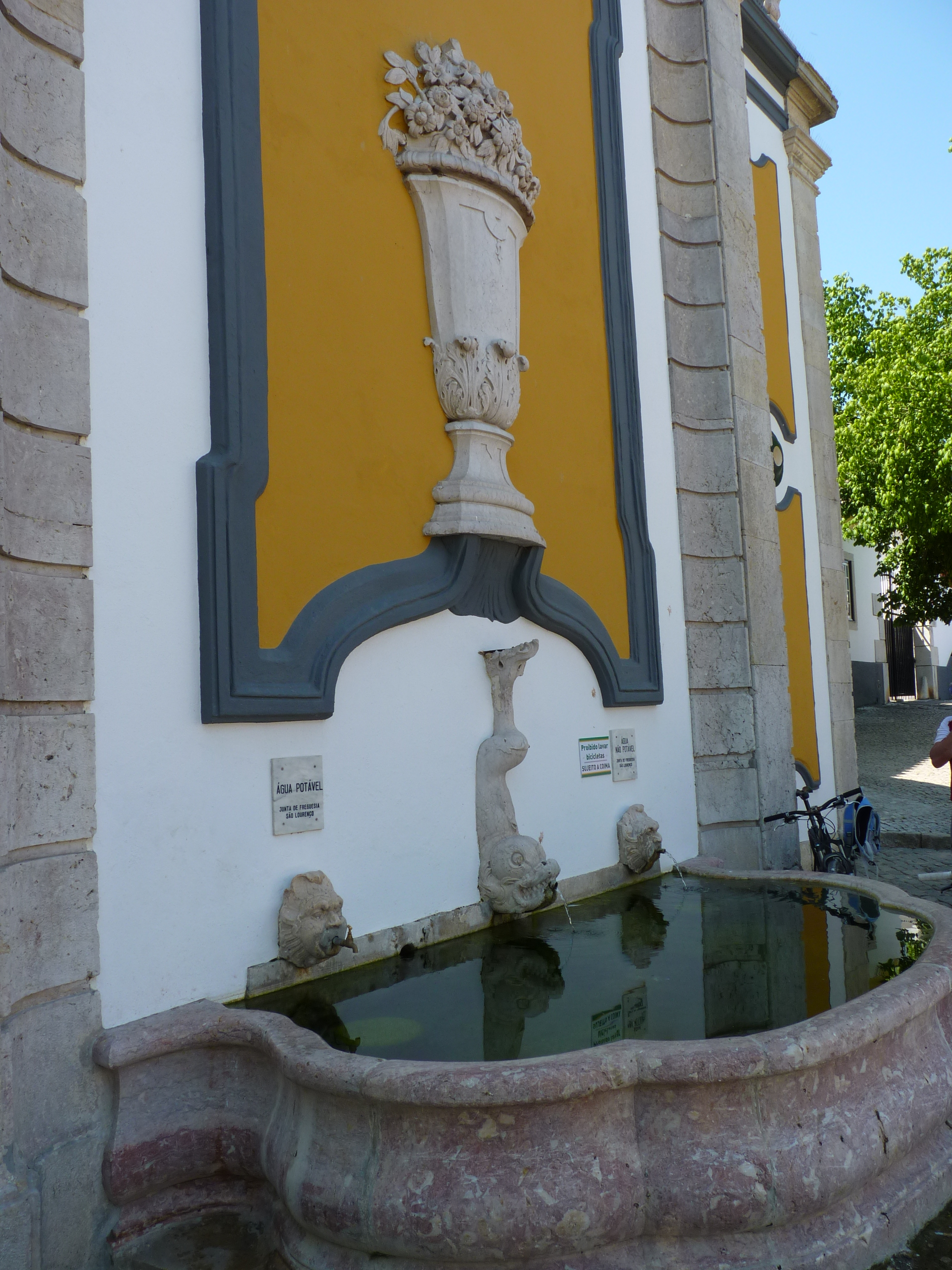
Fontanário
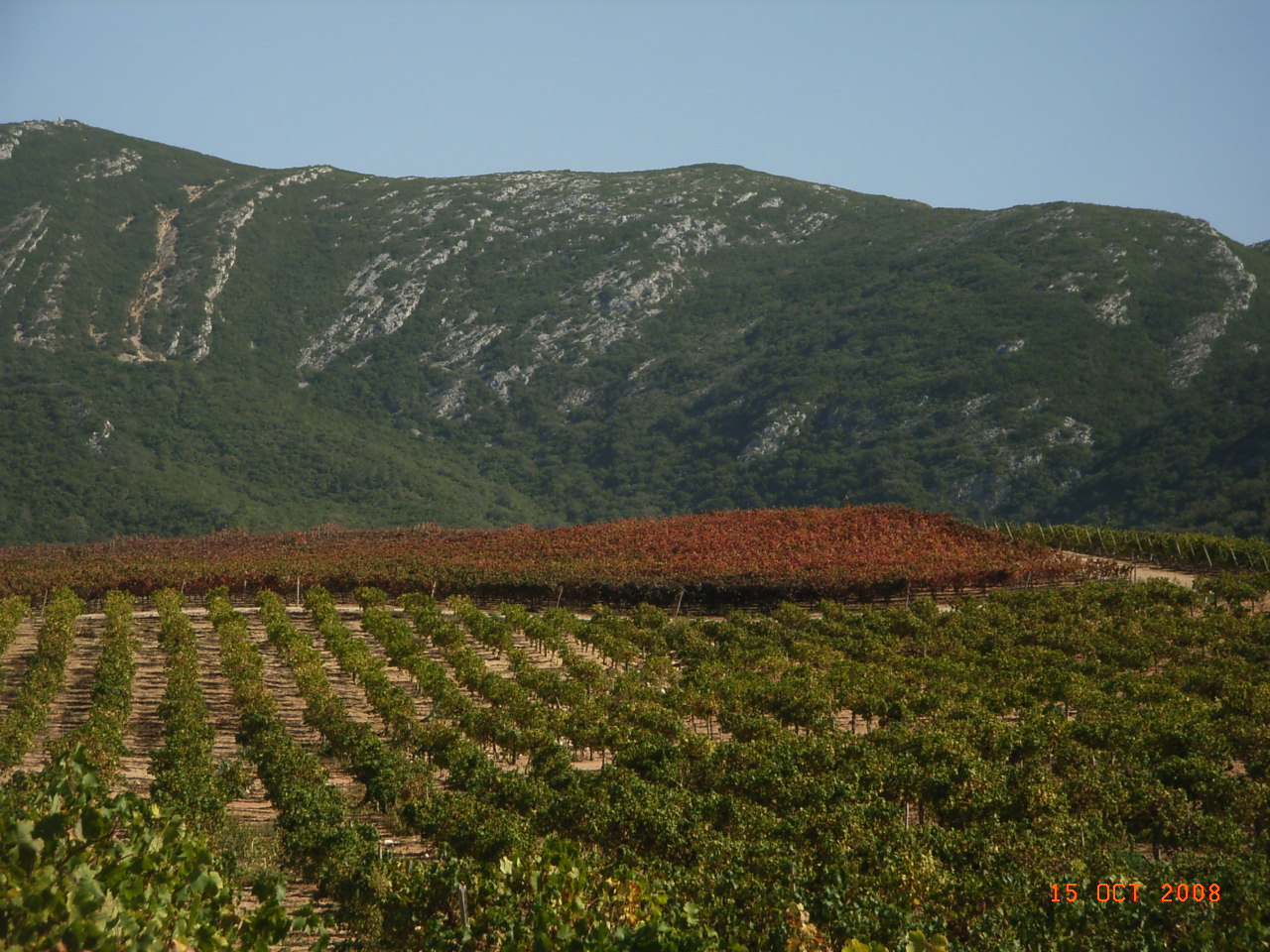
Vinha
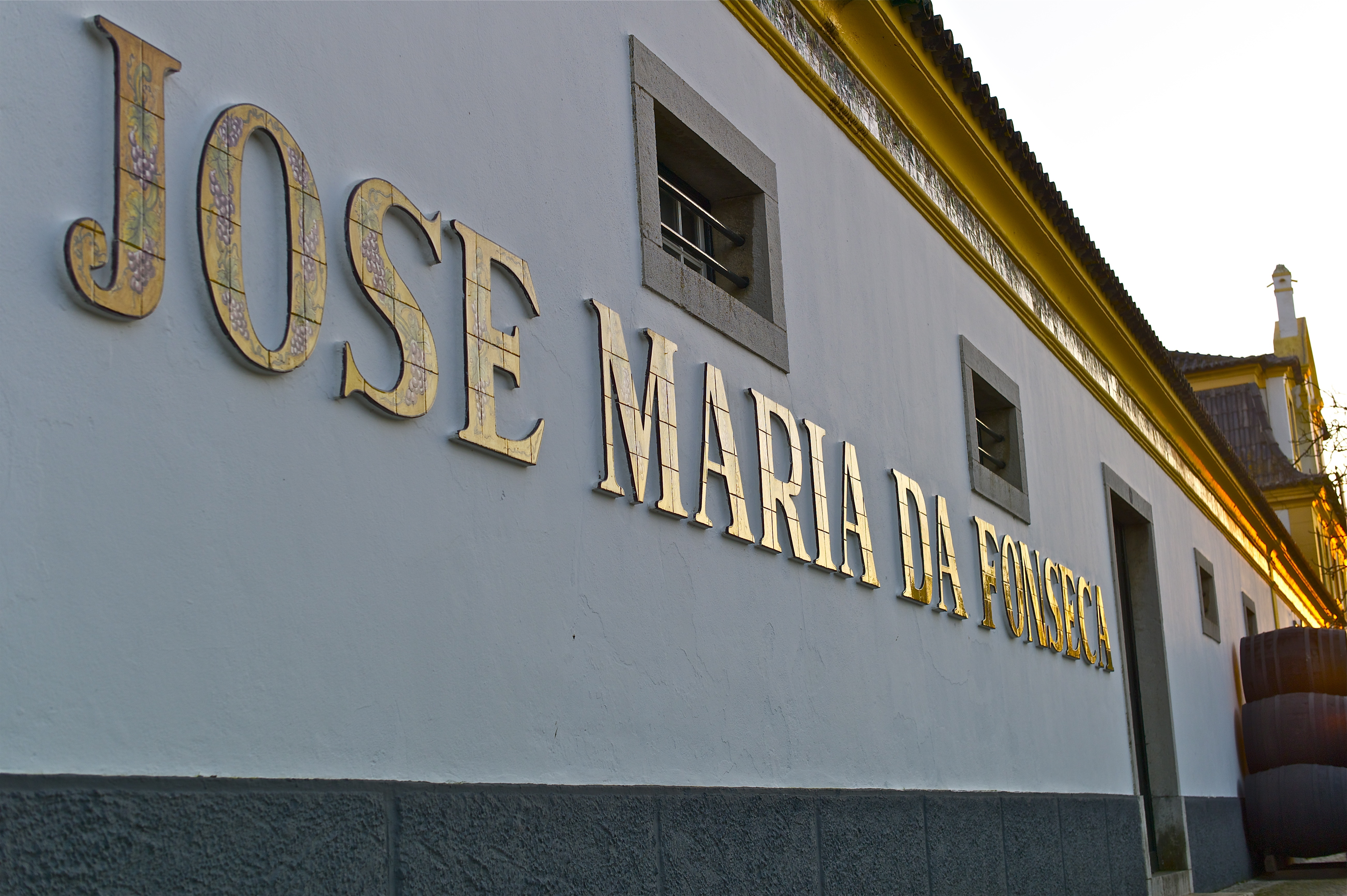
José Maria da Fonseca . Museu do Vinho
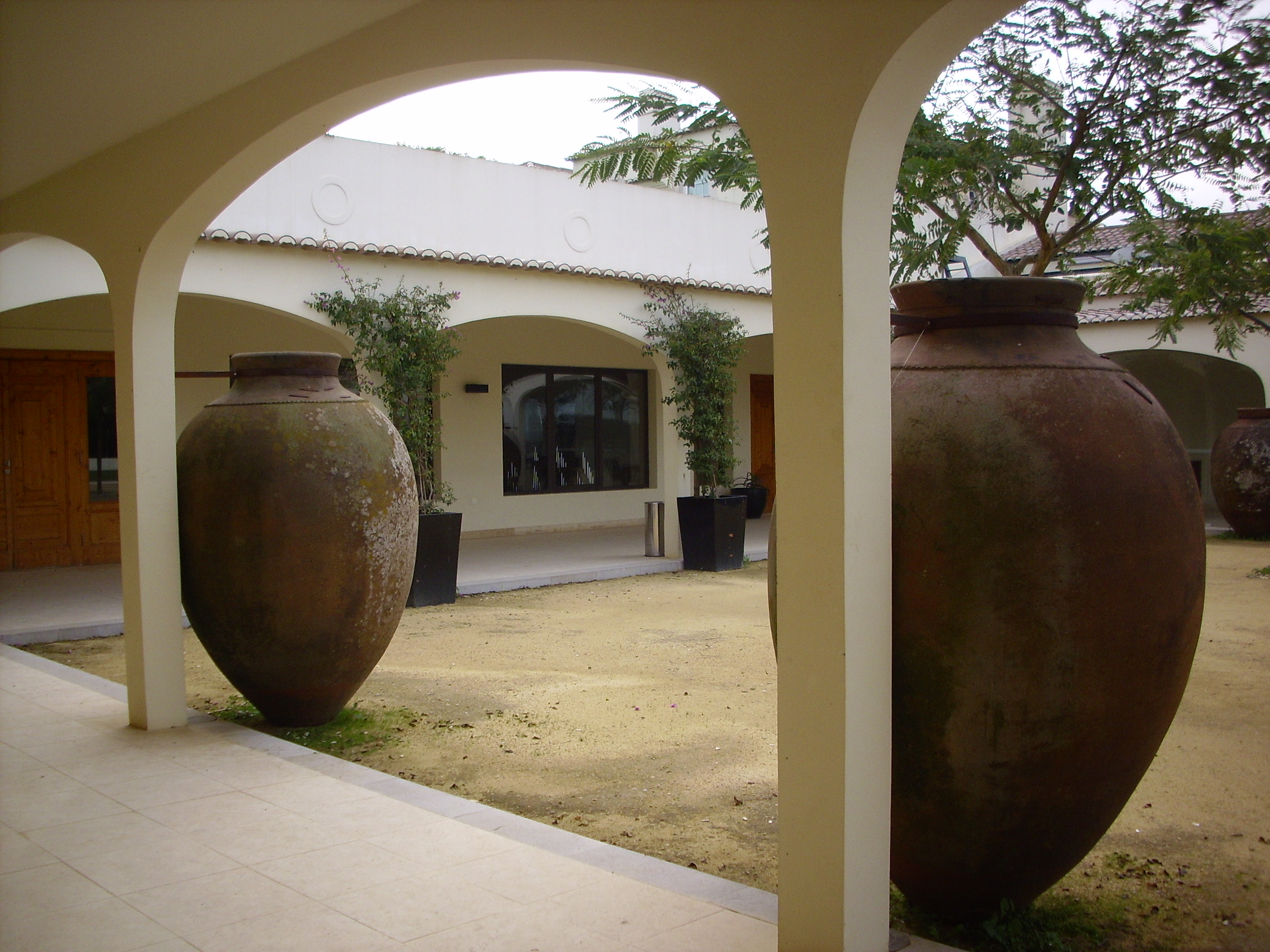
Adega da Quinta de Catralvos
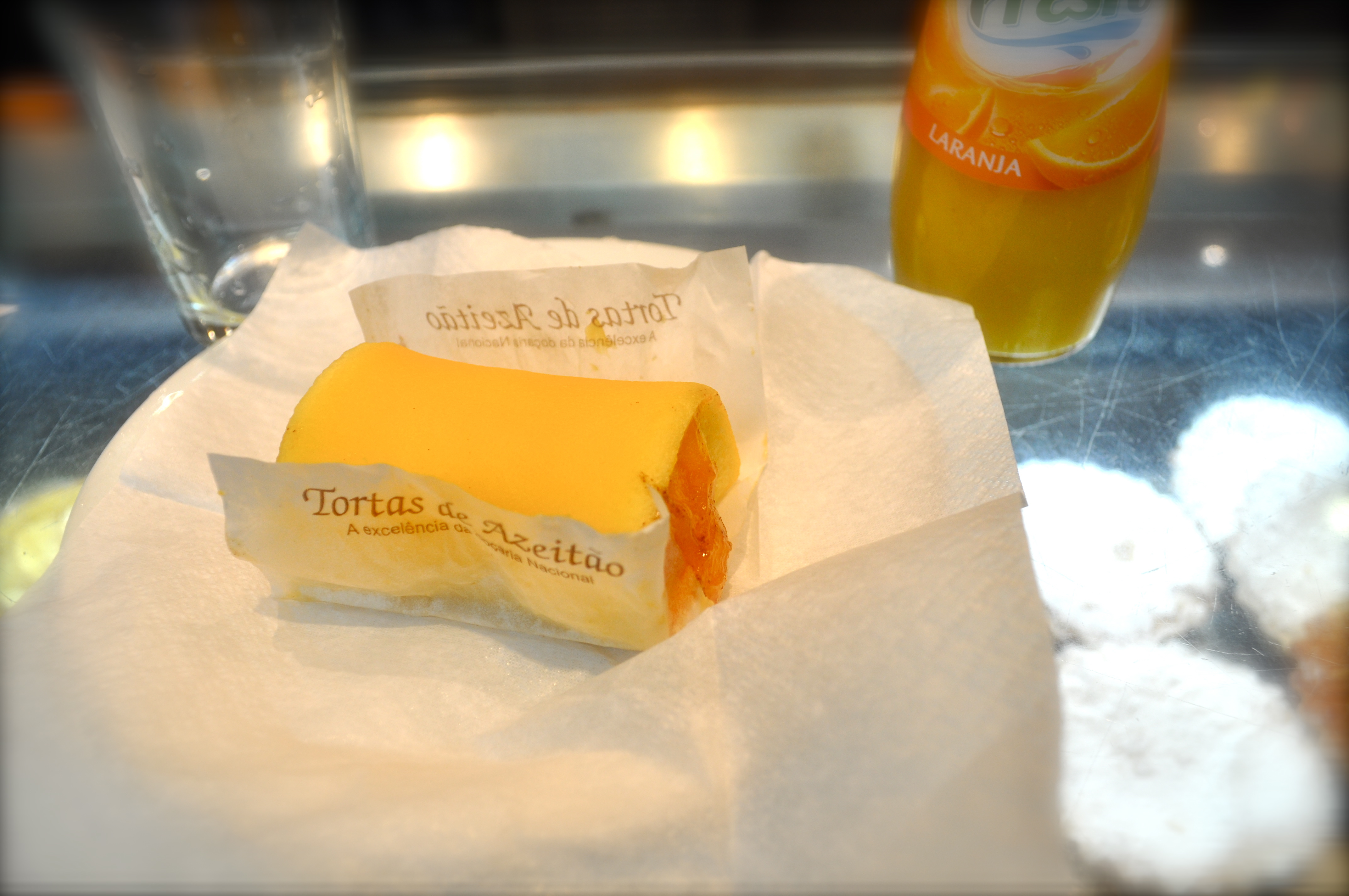
Tortas de Azeitão
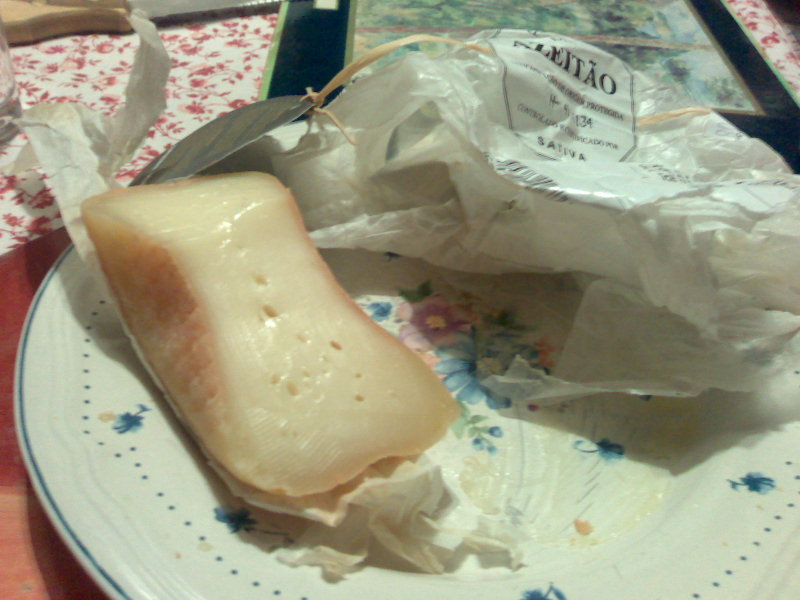
Queijo de Azeitão
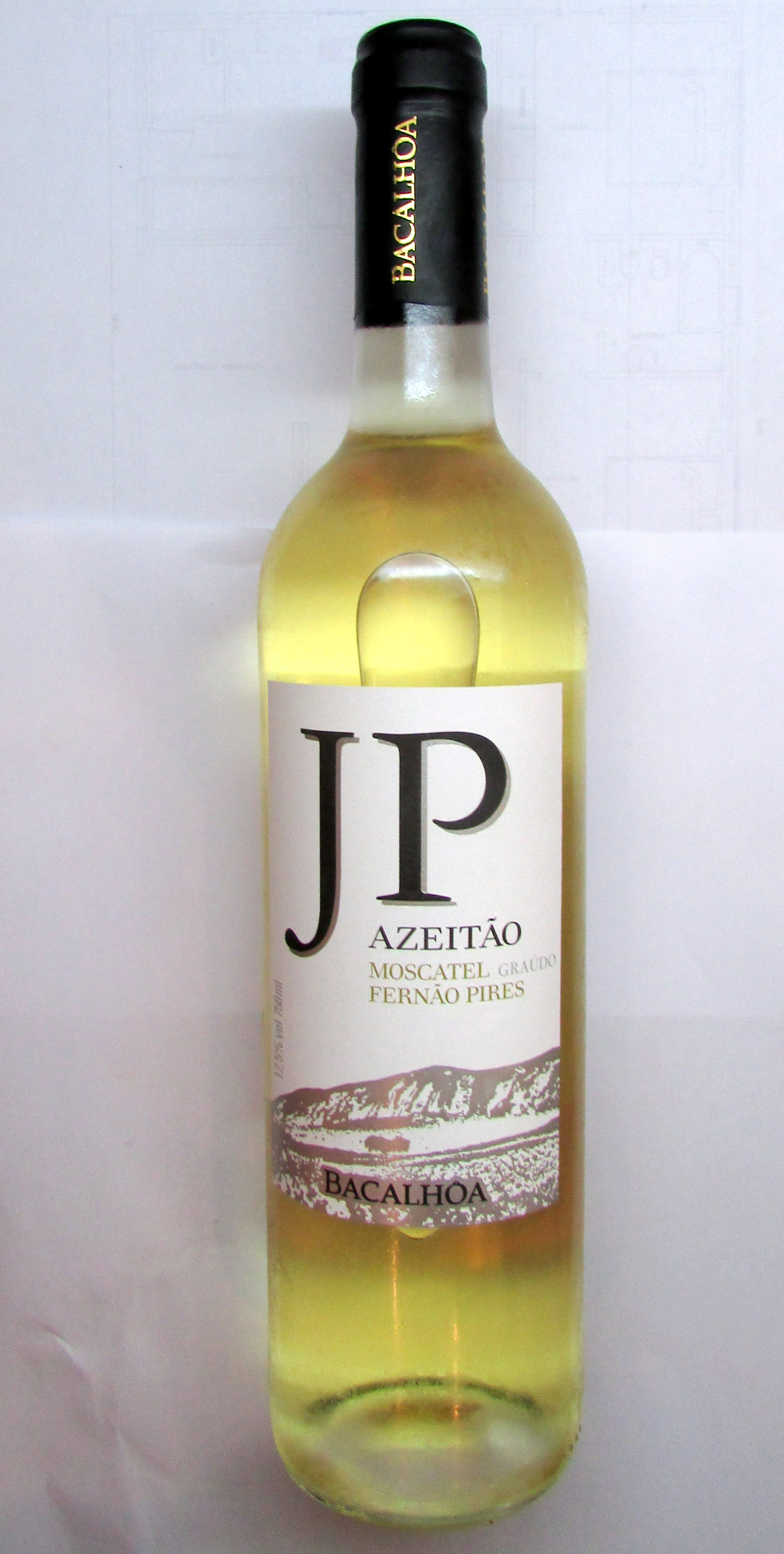
JP Branco - vinho de Azeitão

## Política

### Eleições autárquicas

#### Assembleia de Freguesia
| Data | %     | D     | %     | D     | %     | D     | %       | D       | %     | D    | %       | D       | %       | D   | %      | D       | %              | D  | %    | D  | %       | D       | %              | D      | Participação |                |
| Data | IND   | IND   | CDU   | CDU   | PS    | PS    | PSD-CDS | PSD-CDS | B.E.  | B.E. | PPD/PSD | PPD/PSD | PAN     | PAN | CDS-PP | CDS-PP  | CH             | CH | IL   | IL | RIR-PDR | RIR-PDR | NC-PPM         | NC-PPM | Participação |                |
| ---- | ----- | ----- | ----- | ----- | ----- | ----- | ------- | ------- | ----- | ---- | ------- | ------- | ------- | --- | ------ | ------- | -------------- | -- | ---- | -- | ------- | ------- | -------------- | ------ | ------------ | -------------- |
| Data | 2013  | 40,85 | 6     | 24,20 | 4     | 12,62 | 2       | 10,47   | 1     | 3,86 | -       | PSD-CDS | PSD-CDS |     |        | PSD-CDS | PSD-CDS        |    |      |    |         |         |                |        |              | 46,03 / 100,00 |
| 2017 | 38,47 | 6     | 16,54 | 3     | 20,82 | 3     |         |         | 5,05  | -    | 10,88   | 1       | 3,61    | -   |        |         | 49,24 / 100,00 |    |      |    |         |         |                |        |              |                |
| 2021 |       |       | 32,71 | 5     | 24,06 | 4     | 4,09    | -       | 17,01 | 3    | 3,52    | -       | 1,74    | -   | 6,64   | 1       | 3,79           | -  | 0,89 | -  | 0,50    | -       | 47,30 / 100,00 |        |              |                |

#### Câmara Municipal
| Data | %     | %     | %       | %     | %    | %         | %       | %       | %       | %              | %    | %       | %      | Participação   |  |                |
| Data | CDU   | PS    | PSD-CDS | B.E.  | PAN  | PCTP/MRPP | PPD/PSD | CDS-PP  | PTP     | CH             | IL   | RIR-PDR | NC-PPM | Participação   |  |                |
| ---- | ----- | ----- | ------- | ----- | ---- | --------- | ------- | ------- | ------- | -------------- | ---- | ------- | ------ | -------------- |  | -------------- |
| Data | 2013  | 36,46 | 22,23   | 18,39 | 6,27 | 4,03      | 1,68    | PSD-CDS | PSD-CDS |                |      |         |        | Participação   |  | 46,02 / 100,00 |
| 2017 | 33,54 | 26,26 |         | 6,53  | 4,93 | 1,50      | 15,27   | 5,51    | 0,24    | 49,24 / 100,00 |      |         |        |                |  |                |
| 2021 | 28,62 | 25,67 |         | 4,14  | 3,15 |           | 20,22   | 1,71    |         | 7,07           | 3,34 | 0,78    | 0,44   | 47,30 / 100,00 |  |                |

#### Assembleia Municipal
| Data | %     | %     | %       | %     | %     | %       | %      | %       | %    | %    | %       | %      | Participação   |  |                |
| Data | CDU   | PS    | PSD-CDS | B.E.  | PSD   | PAN     | CDS-PP | PTP     | CH   | IL   | RIR-PDR | NC-PPM | Participação   |  |                |
| ---- | ----- | ----- | ------- | ----- | ----- | ------- | ------ | ------- | ---- | ---- | ------- | ------ | -------------- |  | -------------- |
| Data | 2013  | 35,64 | 23,11   | 20,49 | 8,74  | PSD-CDS |        | PSD-CDS |      |      |         |        | Participação   |  | 46,02 / 100,00 |
| 2017 | 28,13 | 28,22 |         | 8,32  | 16,29 | 6,44    | 5,14   | 0,60    |      |      |         |        | 49,24 / 100,00 |  |                |
| 2021 | 27,61 | 24,94 |         | 4,99  | 18,94 | 4,13    | 1,75   |         | 7,41 | 3,82 | 0,80    | 0,46   | 47,30 / 100,00 |  |                |

### Eleições legislativas
| Data | %     | %     | %     | %     | %     | %     | %     | %     | %    | %     | %  |  |
| Data | PS    | PàF   | BE    | CDU   | PAN   | L     | PSD   | CDS   | CH   | IL    | AD |  |
| ---- | ----- | ----- | ----- | ----- | ----- | ----- | ----- | ----- | ---- | ----- | -- |  |
| Data | 2015  | 32,06 | 30,70 | 12,59 | 12,56 | 1,91  | 1,30  | PàF   | PàF  |       |    |  |
| 2019 | 36,43 |       | 11,96 | 10,88 | 5,06  | 1,48  | 19,48 | 4,50  | 1,93 | 1,91  |    |  |
| 2022 | 40,08 | 5,61  | 7,16  | 1,96  | 1,61  | 22,02 | 1,30  | 9,02  | 8,00 |       |    |  |
| 2024 | 27,00 | 5,67  | 5,21  | 2,68  | 5,20  | AD    | AD    | 18,31 | 7,42 | 23,66 |    |  |